# Meurtre de Djamel Bendjaballah
 (avril 2025).
 (avril 2025).
Motif : Création prématurée, absence de sources notables sur deux ans pour en attester la notoriété
- Archive Wikiwix
- Bing
- Cairn
- DuckDuckGo
- E. Universalis
- Gallica
- Google
- G. Books
- G. News
- G. Scholar
- Persée
- Qwant
- (zh) Baidu
- (ru) Yandex
- (wd) trouver des œuvres sur Wikidata

| 1. | Préciser le motif de la pose du bandeau. | Précisez le motif de la pose du bandeau en utilisant la syntaxe suivante : {{admissibilité à vérifier\|date=juin 2025\|motif=remplacez ce texte par le motif}}                                      |
| 2. | Informer les utilisateurs concernés.     | Pensez à avertir le créateur de l'article, par exemple, en insérant le code ci-dessous sur sa page de discussion : {{subst:avertissement admissibilité à vérifier\|Meurtre de Djamel Bendjaballah}} |

Le texte peut changer fréquemment, n’est peut-être pas à jour et peut manquer de recul. 
Le titre et la description de l'acte concerné reposent sur la qualification juridique retenue lors de la rédaction de l'article et peuvent évoluer en même temps que celle-ci.
Le meurtre de Djamel Bendjaballah, éducateur spécialisé francais d'origine algérienne, est perpétré le 31 août 2024 à Cappelle-la-Grande. Jérôme Décofour, ancien compagnon de la conjointe de la victime, réputé militant d'extrême droite et précédemment accusé d’avoir proféré des injures racistes à l’encontre de la victime, est arrêté, puis mis en examen. Il nie le caractère volontaire de ses actes, dont la motivation raciste n’est pas retenue par la justice en janvier 2025.

## Déroulement

### Les faits
Le 31 août 2024 aux alentours de 20 h 30, Jérôme Décofour à bord d'une voiture renverse puis roule à deux reprises sur le corps de Djamel Bendjaballah, en couple avec son ex-compagne, qui meurt sur le coup, devant sa fille de dix ans. Les faits se déroulent avenue du Général-de-Gaulle, devant le collège Van-der-Meerch de Cappelle-la-Grande une commune limitrophe de Dunkerque. Interpellé, l’auteur des faits ne reconnaît pas leur caractère volontaire et allègue un accident.

### L’enquête
L’enquête atteste que Jérôme Décofour est un membre actif d’un groupuscule d’extrême droite nommé Brigade française patriote. La police trouve une machette et un drapeau français dans sa voiture ainsi qu'une sacoche avec un écusson de la Brigade française patriote ; à son domicile une dizaine d'armes à feux, des grenades et des obus,.
Selon Blast, la Brigade française patriote compterait jusqu'à 700 membres pour la plupart anciens militaires. Interviewé par le site d'information, un membre de la Brigade affirme que le groupe organise régulièrement des camps d'entraînement et, s'il nie toute affiliation du groupe à l'extrême droite, il déclare qu'il se prépare à une guerre civile qu'il juge inéluctable.
Tout en considérant par la voix de leur avocat que l’auteur « faisait une fixette sur Djamel. […] Ce qui a déterminé le passage à l’acte, c’est qu’il soit le nouveau compagnon de sa femme et c’était insupportable pour lui », les parties civiles exigent la qualification de meurtre commis en raison de la race, l’ethnie, la nation ou la religion.
En janvier 2025, la justice ne retient cependant pas la motivation raciste des actes commis, sans exclure de le faire ultérieurement : « en fonction du résultat [des] investigations, s’il l’estime opportun, le magistrat instructeur pourra saisir le procureur de la République afin de recueillir ses réquisitions sur une aggravation de la qualification. »

## Hypothèse d’un crime raciste
La détention provisoire de Jérôme Décofour pour meurtre sans la circonstance aggravante de racisme provoque l'indignation d'associations antiracistes et de la famille de Djamel Bendjaballah qui demande que le parquet requalifie le meurtre en crime raciste, ce qui ferait passer la peine encourue par Décofour de trente années de prison à la réclusion criminelle à perpétuité et permettrait de limiter le risque de récidive si cette peine était prononcée.
L'avocat de la famille avance que dans le cadre de ses activités avec la « Brigade française patriote », Jérôme Décofour a participé « des stages de tir dans la forêt pour se préparer à ce qu’ils appellent le grand remplacement » et que le meurtre serait raciste autant que prémédité. Il s’appuie également sur le fait que Djamel Bendjaballah s’estimait victime d’un harcèlement perpétré par Jérôme Décofour pendant les années précédant sa mort. Il l'aurait insulté à diverses reprises de « bougnoule » et de « sarrasin » et lui aurait également fait parvenir par l'intermédiaire de ses filles des saucissons et une peluche de cochon. Djamel Bendjaballah a déposé plusieurs plaintes , à ce sujet, toutes classées sans suite par la justice.

### Soutiens politiques à la thèse d’un crime raciste
Le 22 mars 2025, journée internationale pour l'élimination de la discrimination raciale, Marine Tondelier, secrétaire nationale des Écologistes, estime que l’« on peut, en toute impunité, assassiner une personne racisée lorsqu'on est d'extrême droite . »
Le 25 mars 2025, Mathilde Panot, présidente du groupe LFI, interpelle à l’Assemblée nationale le ministre de l'Intérieur Bruno Retailleau au sujet du meurtre de Djamel Bendjabllah 